# Commerce Motor Car Company
Commerce Motor Car Company war ein US-amerikanischer Kraftfahrzeughersteller.
Eine zweite Quelle nennt die Firmierung Commerce Motor Truck Company. Eine dritte Quelle gibt bis etwa 1922 die erste und danach die zweite Firmierung an.

## Unternehmensgeschichte
Das Unternehmen hatte seinen Sitz in Detroit in Michigan, ab 1911 entstanden Nutzfahrzeuge, der Markenname lautete Commerce. Nur 1922 standen auch Personenkraftwagen im Sortiment. 1927 übernahm Relay Motors Corporation das Unternehmen, 1932 endete die Produktion.
Es gab keine Verbindung zur American Machine Manufacturing Company, die Pkw mit dem gleichen Markennamen herstellte.

## Fahrzeuge

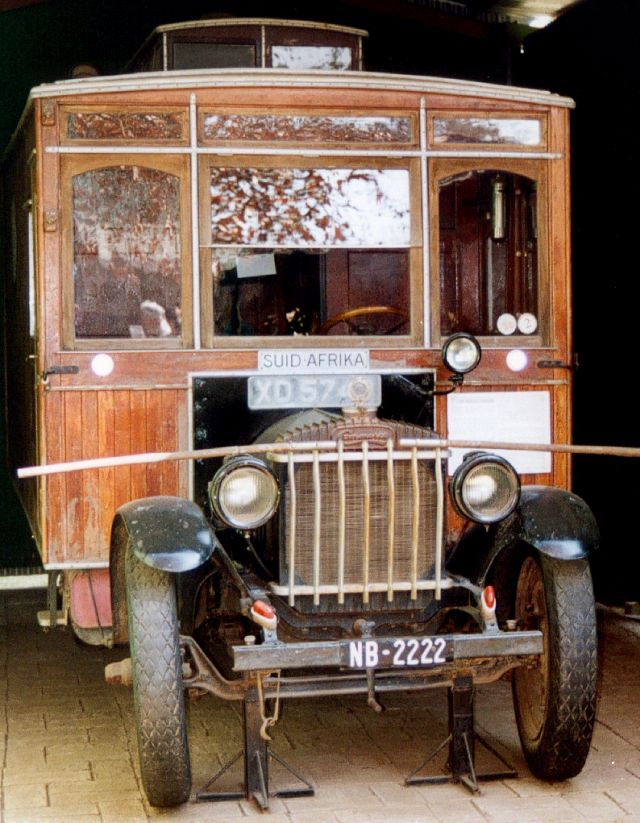
Ein Commerce-Lkw als Motorhome, 1920er Jahre.

Hauptprodukte waren Lastkraftwagen und Omnibusse. Das erste Modell war ein Lieferwagen mit etwa 500 kg Nutzlast. Er hatte einen Vierzylindermotor mit L-Kopf, eine Einstufung mit 16,9 PS, Kettenantrieb und Rechtslenkung. 1913 erfolgte der Wechsel auf Linkslenkung. Ab 1914 gab es einen Vierzylindermotor von der Northway Motor and Manufacturing Company, mit dem innerhalb von drei Jahren 800 Fahrzeuge in offener und geschlossener Ausführung des Laderaums gefertigt wurden. Ebenso 1914 erschien ein Modell mit etwa 750 kg Nutzlast und 1917 ein Eintonner. Ab 1922 kamen Motoren von der Continental Motors Company. Ab 1925 wurden Busse mit 18 bis 28 Sitzen gebaut. Ab 1926 kamen Sechszylindermotoren von Continental, ab 1927 lieferte sie Buda. Der Absatz war stark rückläufig. 1928 wurden 65 Lkw dieser Marke in den USA neu zugelassen und im Folgejahr nur noch 16.
Die Pkw-Reihe von 1922 hatte einen Sechszylindermotor von Continental mit 73 PS. Das Fahrgestell hatte 323 cm Radstand, der offene Tourenwagen bot Platz für zehn Personen. Der Neupreis betrug 2350 US-Dollar.